# Arturo Farinelli
Arturo Farinelli (Intra, província de Novara 1867 - Torí 1948) fou un erudit hispanista i romanista italià.

## Biografia
Es formà com a romanista a Zúric el 1892 i a París. Una estada a Barcelona fugint d'algunes imposicions familiars el feu interessar per les literatures hispàniques. El 1906 participà en el Primer Congrés Internacional de la Llengua Catalana. Fou professor de la universitat d'Innsbruck i el 1907 catedràtic de literatura alemanya de la de Torí. El 1929 fou nomenat membre de l'Accademia d'Italia.
L'obra de Farinelli està marcada per la seva longevitat (va morir el 1948 als 81 anys) i per la seva gran capacitat de treball: estudiava i fins i tot memoritzava biblioteques senceres i solia compilar milers de fitxes que després oferia generosament a altres estudiosos. Va mantenir una intensa correspondència amb Marcelino Menéndez y Pelayo i mantingué polèmiques amb Benedetto Croce.
Va escriure diverses obres de crítica i erudició en italià, castellà, alemany, francès i portuguès. Investigà l'obra de Baltasar Gracián i cercà rastres de Dante Alighieri, Francesco Petrarca i Giovanni Boccaccio a Espanya. Fou membre corresponent de l'Acadèmia de Bones Lletres de Barcelona (1913) i de l'Institut d'Estudis Catalans (1946).

## Obres
- Die Beziehungen zwischen Spanien und Deutschland in der Literatur (Les relacions entre Espanya i Alemanya en la literatura, 1892)
- Guillaume de Humboldt et l'Espagne (1898)
- Viajes por España y Portugal (1921-1930)
- Dante, Petrarca, Boccaccio in Spagna (1905-1906)
- Il romanticismo in Germania (1923)
- Ensayos y discursos de crítica literaria hispano-europea (1926)
- Il romanticismo nel mondo latino (1927)
- Italia e Spagna (1929)
- Poesía del Montserrat y otros ensayos (1940)